# Municipio de Belford (Dakota del Sur)
El municipio de Belford (en inglés: Belford Township) es un municipio ubicado en el condado de Aurora en el estado estadounidense de Dakota del Sur. En el año 2010 tenía una población de 90 habitantes y una densidad poblacional de 0,97 personas por km².

## Geografía
El municipio de Belford se encuentra ubicado en las coordenadas 43°53′59″N 98°24′5″O / 43.89972, -98.40139. Según la Oficina del Censo de los Estados Unidos, el municipio tiene una superficie total de 93.14 km², de la cual 93,1 km² corresponden a tierra firme y (0,04 %) 0,04 km² es agua.

## Demografía
Según el censo de 2010, había 90 personas residiendo en el municipio de Belford. La densidad de población era de 0,97 hab./km². De los 90 habitantes, el municipio de Belford estaba compuesto por el 97,78 % blancos y el 2,22 % eran de una mezcla de razas. Del total de la población el 0 % eran hispanos o latinos de cualquier raza.